# 長吻角鯊
長吻角鯊（學名：Squalus mitsukurii），又名豐胴棘鮫，是角鯊屬下的一種鯊魚，大多分佈在北緯45°至南緯55°熱帶及亞熱帶海洋的大陸棚、島基台及大陸坡上，水深至950米處。牠們一般可長達75厘米。
長吻角鯊是大型的角鯊屬，吻長及起角，口細，只有約吻部的一半長度。牠們身體一般都沒有斑點，背部呈珍珠灰色，腹部呈白色。第一背鰭鰭棘是在胸鰭之上，鰭有白邊。牠們以硬骨魚，如鱈魚、狗魚、海鰻、燈籠魚、頭足綱及甲殼類為食物。
牠們是卵胎生的，每胎約有4-9條幼鯊。